# Андріевс Ніедра
Андрієвс Ніедра (латис. Andrievs Niedra; 8 лютого 1871, Ліфляндська губернія, Російська імперія — 25 вересня 1942, Рига, Райхскомісаріат Остланд) — латвійський пастор, громадський діяч, політик і письменник. З 10 травня до 29 червня 1919 року — прем'єр-міністр пронімецького Тимчасового уряду Латвії.

## Біографія

### Юність та студентські роки
Народився 8 лютого 1871 року (або 23 січня — у деяких дослідженнях згадується 27 січня, а сам він у пояснювальній записці на судовому процесі 1924 року називав дві дати) у родині селянина в Даушкані Тірзенської волості. У віці 16 років опублікував свою першу збірку віршів «Перша весняна пісня» (1887) і почав регулярно друкуватися в «Балтійському журналі». Навчався у парафіяльних школах Тірзи, а згодом Вецпієбалги. Продовжив освіту в Ризькій та Єлгавській гімназіях. З 1890 року Нієдра вивчав богослов'я в Тербатському університеті, на початку навчання вступив до студентської корпорації «Леттонія», але через деякий час вийшов з неї. З 1893 по 1895 рік працював домашнім учителем у барона Оскара Ґротуса. Про свій досвід цього часу він написав роман «У диму лісу», який був опублікований у 1899 році. У 1897 році він одружився з Емілією Христиною Баньковською (1872—1945).

### Викладач, журналіст, пастор
Закінчив богословські студії в Тербаті в 1898 році. Відслуживши рік кандидатом у Кокнесе, Ніедра, за підтримки Рудольфа Блауманіса, поїхав до Давосу у Швейцарії, щоб поправити здоров'я (його переслідувало запалення легенів). Згодом працював викладачем віровчення в Ризі, де також керував літературним відділом журналів «Austrums» та «Pēterburgas Avīze». У 1903 році він придбав «Austrums», який друкував у друкарні у своєму заміському будинку поблизу Цесіса.
У памфлетах і листівках він рішуче виступав проти революції 1905 року. Одним з найважливіших епізодів політичної діяльності Нієдри в 1905 році став його виступ на Першому латвійському вчительському з'їзді 10 листопада в Ризі — Нієдра закликав вчителів приділяти більше уваги вихованню молоді на національних засадах і менше перейматися революційними гаслами. У липні 1906 року Ніедра прочитав лекцію про аграрне питання на Відземському з'їзді селян у Ризі, організованому Ризьким латиським товариством. Його погляди знайшли відгук у делегатів з Матішської парафії, яка на той час не мала пастора. Після двох років роботи в Матішах, 1908 року Ніедра переїхав до парафій Калснави та Вієталви, залишивши політичне життя майже на десять років.

### Політик
Під час Першої світової війни, після Лютневої революції, у Валці був заснований Латвійський селянський союз. Його філія була створена також у Калснаві. Ніедра брав активну участь у з'їзді Союзу в липні 1917 року, де був обраний до президії. Як член Селянського союзу, він виступав проти Карла Улманіса, який говорив про співпрацю з соціал-демократами та аграрну реформу. Після підписання Брест-Литовського договору на початку 1918 року німецькі війська окупували всю Латвію. Більшовики заарештували Ніедру та вивезли його як заручника до Росії, але йому вдалося втекти з ешелону заарештованих. 10 квітня 1918 року Відземські земельні збори зібралися під німецьким наглядом, щоб ухвалити рішення, бажані для нової влади; Ніедра, делегат, обраний 17 старостами волостей, не був допущений німцями за межі Цесіса — як писав Спріціс Пейгл, «до відома окупаційної влади дійшло, що він не буде голосувати за приєднання до Німеччини». Наприкінці того ж року Відземський синод пасторів вирішив надіслати вітальну телеграму німецькому кайзеру. Синод прийняв це рішення, але Ніедра та 16 інших латвійських і естонських пасторів (серед них В. Малдоніс, Е. Бергс, К. Белдавс та інші) виступили проти.
18 листопада 1918 року Народна рада проголосила Латвійську державу. Ніедра критично ставився до Народної Ради. Пізніше він писав, що не бачить підстав, на яких Рада привласнила собі право здійснювати владу, а політична платформа Народної Ради про вибори Установчих зборів на основі загального рівного виборчого права є абсолютно неприйнятною.
У 1919 році Ніедра подорожував Відземе, купуючи їжу, і організовував групи опору в тилу більшовиків. 24 квітня Ніедра прибув до штабу командувача ландесверу Флехера в Тукумсі, і лише тут він дізнався про Лієпайський путч 16 квітня. Ніедра висунув власний план з семи пунктів для зближення балтійських німців і латишів, перший пункт якого вимагав від німців визнання латвійської держави і латвійського Тимчасового уряду. Через кілька днів Ніедра прибув до штабу Баложі в Кемері, щоб з'ясувати ставлення латишів до плану примирення. Дізнавшись від командира Залізної дивізії Бішоффа в Єлгаві про склад уряду, оголошений 26 квітня, 27 квітня Нієдра прибув до Лієпаї, але відмовився негайно прийняти посаду голови уряду. Він знову став посередником у переговорах між кабінетом Борковського та Тимчасовим урядом. 29 квітня на вимогу військової місії Антанти міністри кабінету Ульманіса були відправлені у відставку. Головним предметом переговорів стало формування нового компромісного уряду. Ніедра був готовий віддати Улманісу 7-8 з 12 міністерських портфелів, але протиріччя виявилися занадто великими, щоб переговори були плідними. Ніедра очолював новий уряд з травня по червень 1919 року.
Коли 6 жовтня Бермонт створив у Єлгаві уряд Балтійського краю на чолі з графом Костянтином фон дер Паленом, Ніедра виконував обов'язки керівника канцелярії, підготувавши прокламацію проти уряду Ульманіса. Після поразки бермонтівців він емігрував до Пруссії.
Після окупації Латвії нацистською Німеччиною 1941 року повернувся до Риги, де помер 25 вересня 1942 року, похований у Ризі на Лісовому кладовищі.

## Уряд Ніедри
Уряд Ніедри був проіноземним Тимчасовим урядом Латвії, який існував з 10 травня по 26 червня 1919 року, одночасно з поваленим Тимчасовим урядом Карліса Улманіса та урядом Петеріса Стучки. Ніедра очолював уряд до кінця червня 1919 року, коли після поразки в битві під Цесісом на засіданні кабінету міністрів 24 червня було прийнято рішення звернутися до представників Антанти і передати їм свої повноваження. Розгромлена латвійська внутрішня гвардія та німецькі наймані війська (Залізна дивізія) були евакуйовані з Риги до Земгале, відповідно до угоди, підписаної у Страздмуйжі, під наглядом країн Антанти. Після Страздмуйзького перемир'я лояльні до кабінету Ріда війська, вийшовши з уряду, або визнали легітимність відновлення кабінету на чолі з К. Улманісом (Південно-Латвійська бригада, Ландесвер), або приєдналися до так званої Західно-Російської добровольчої армії (Залізна дивізія тощо).

## Оцінки діяльності Ніедри
Традиційно в латиській історіографії Андрієвс Ніедра розцінюється як зрадник Батьківщини, який допомагав німцям у протистоянні з борцями за державну незалежність Латвії.
Окремі історики вбачають у діяльності Нієдри прагматизм, яким той керувався на благо латиського народу. Так, наприклад, латвійський історик Аріс Пуріньш, автор книжки про Андрієвса Ніедру, пояснює співпрацю з німцями природним страхом перед перемогою більшовиків у Громадянській війні в Росії, а також прийняттям демократичної Російської республіки як єдиного гаранта гідного існування латиської нації та вільного розвитку латиської культури. На думку Пуріньша, Ніедра вбачав небезпеку в існуванні слабкої, нехай де-факто незалежної латвійської держави, керованої соціал-демократами, в яких він бачив союзників більшовиків і вважав їх одними з головних винуватців Жовтневого перевороту в Росії. Пуріньш вважає, що Ніедра пророкував Латвії як слабкій, але незалежній державі швидкий крах і поневолення одним із сильних сусідів, чи то Радянська Росія, чи то Німеччина. У цьому Ніедра не помилився і навіть зумів переконатися в правоті своїх побоювань, коли став свідком приєднання латвійської держави до Радянського Союзу, а через рік — до нацистської Німеччини.